# ووشو
ووشو  (به زبان چینی: 武術 - پین‌یین: whǔshù،) یک ورزش رزمی برگرفته از سبک های چینی کونگ فو است که زیر نظر IWUF ،‌ فدراسیون جهانی ووشو اداره میشود.این ورزش با بهره گرفتن سبک های چینی کونگ فو بوجود آمده است و امروزه تبدیل به یک ورزش مسابقاتی شده است.
مسابقات ووشو در دو بخش برگزار میشود؛ بخش مبارزه موسوم به ساندا و بخش مهم تر آن یعنی اجرای فرم موسوم به تالو.

## فدراسیون بین‌المللی ووشو یا IWUF
پس از انقلاب کمونیستی چین در ۱۹۴۹ این ورزش تحول یافت و دولت چین کلاس‌های آموزشی، کمربند و فنون جدید را به این ورزش رزمی اضافه کرد و نام هنرهای رزمی چینی را به ووشو تغییر داد. ووشو امروزه یک ورزش بین‌المللی است که زیر نظر فدراسیون بین‌المللی ووشو IWUF اداره می‌شود. مسابقات قهرمانی جهان این رشته از سال ۱۹۹۱ هر دو سال یک بار برگزار می‌شود و همچنین از ۱۹۹۰ در برنامهٔ بازی‌های آسیایی قرار گرفته است.
ضمنا مسابقات جهانی کونگ فو نیز زیر نظر همین فدراسیون برگزار میشود.
قابل ذکر است که این فدراسیون مسابقاتی از قبیل مسابقات جهانی تای چی ، مسابقات مربوط به وینگ چون و ... را نیز برگزار میکند.

کمربندهای ووشو در فدراسیون بین‌المللی ووشو به ترتیب به شرح زیر نامگذاری شده‌اند:
سفید، زرد، نارنجی، سبز، آبی، بنفش، قهوه‌ای، قرمز، مشکی - مشکی دان ۱ -مشکی دان ۲ -مشکی دان ۳ - مشکی دان ۴ - مشکی دان ۵ -مشکی دان ۶ - مشکی دان ۷ -مشکی دان ۸ - مشکی دان ۹.

## تالو

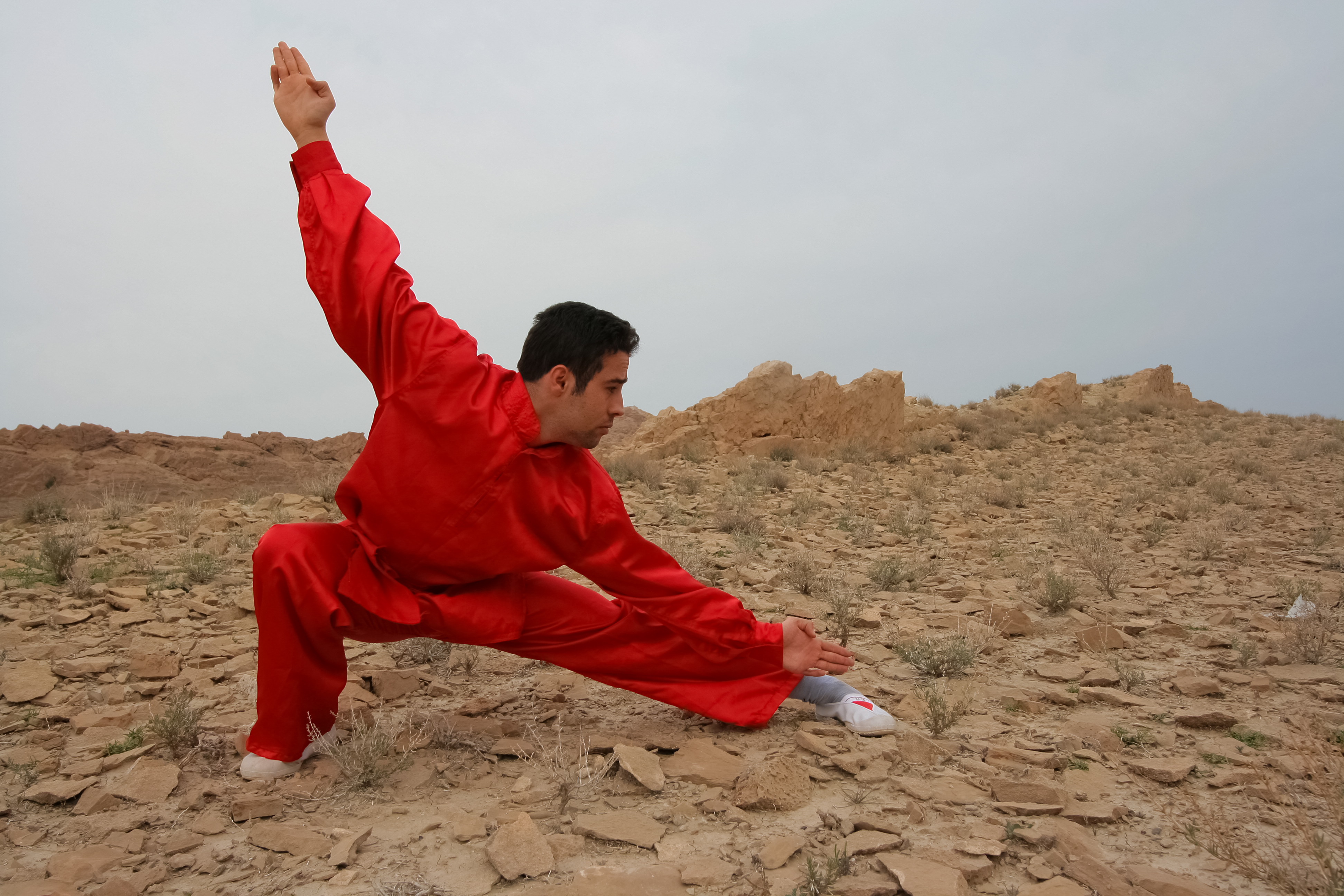
یک مرد تالو کار، در حال اجرای فرم‌های انفرادی استاندارد ووشو در ایران، (فروردین ماه ۱۳۸۶)

تالو در زبان چینی به معنای فرم است.در بخش تالو که بخش اجرای فرم است به‌طور معمول دوازده فرم استاندارد اجرا می‌شوند.
«تالو» از فرم‌های رزمی تشکیل می‌شود که معمولاً مدرسین ووشو در فدراسیون بین المللی ووشو بر اساس سبک های کونگ فو ابداع کرده‌اند و انواع استقرارها، لگدها، مشت‌ها، حرکات تعادلی، پرش‌ها، فنون جارویی و فنون پرتابی در آن‌ها گنجانده شده است.
فرم‌های استاندارد که در مسابقات ووشو اجرا می‌شوند عبارت اند از:
چانگ چوان
دائو شو
گوئن شو
جیان شو
چیانگ شو
نان چوان
نن دائو
نن گوئن
تای چی چوان
تای جی جیان
شینگ یی چوان

### دوئلین
دوئلین یک نوع مبارزه نمایشی شامل حرکات آکروباتیک و فنون رزمی است که به عنوان بخشی از تالو برگزار میشود.

## ساندا

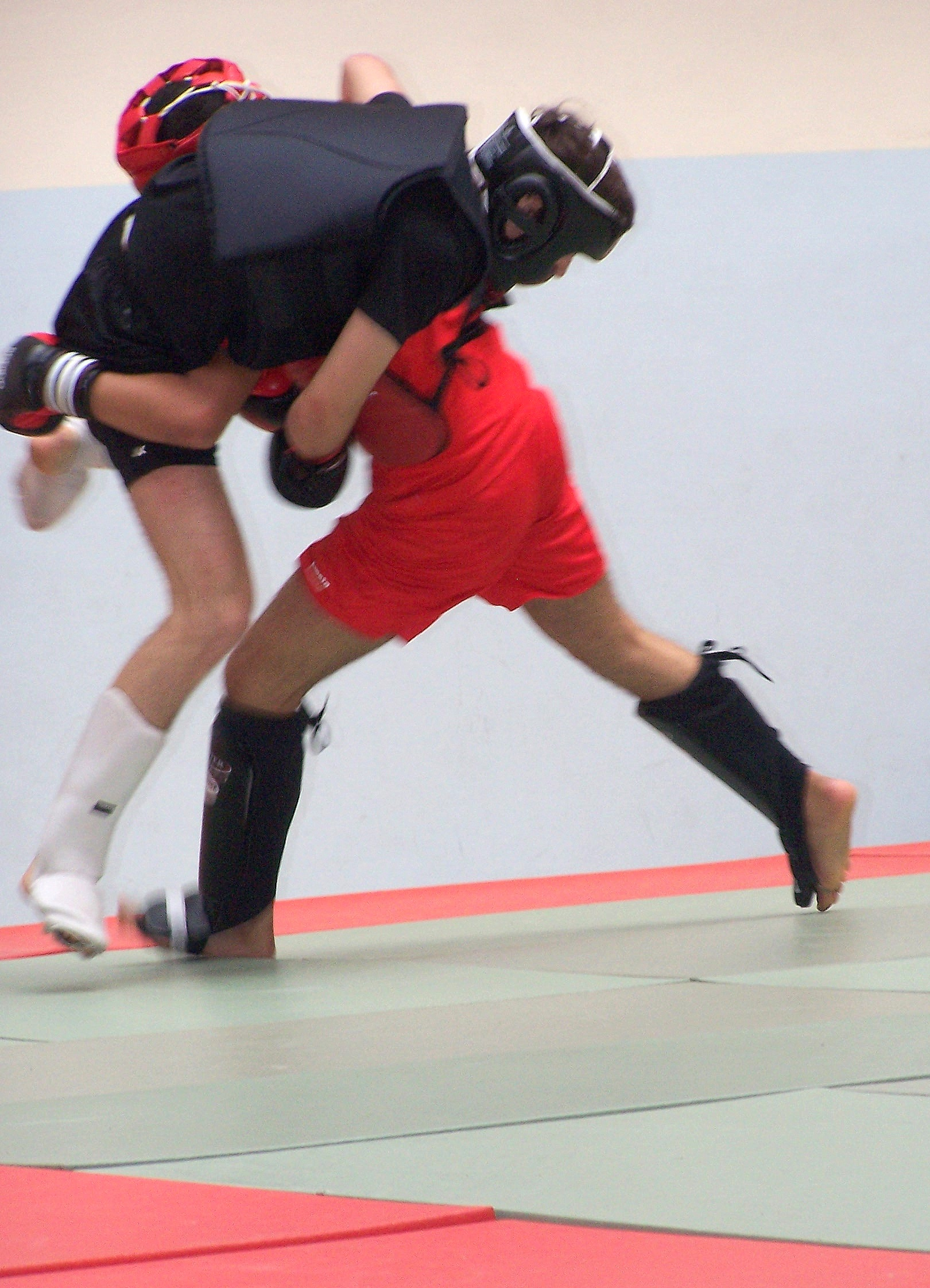
تصویری از مسابقه ساندا

ساندا در زبان چینی به معنای مبارزه است، سان‌دا در واقع یک روش مبارزه است که شباهت زیادی به مبارزات موای تای، کیک‌بوکسینگ و هنرهای رزمی ترکیبی دارد. اما فنون گلاویزیِ بیشتری در آن دیده می‌شود. این مسابقات بر روی یک سکو با استاندارد مشخص موسوم به لِی تای برگزار می‌شود.
مسابقات «ساندا» از دههٔ ۱۹۵۰ در بازی‌های ملی تایوان برگزار می‌شد. در جمهوری خلق چین از سال ۱۹۷۰ این رشته ورزشی مورد توجه دولت قرار گرفت و در سال ۱۹۸۵ اولین تورنمنت بین‌المللی ووشو که از مسابقات ساندا و تالو تشکیل می‌شد در چین برگزار شد. در بازی‌های آسیایی ۱۹۹۰ پکن مسابقات ساندا به عنوان بخشی از رشته ووشو وارد بازی‌های آسیایی شد.

## عضویت ووشو در المپیک
ووشو جزو ورزش های المپیکی محسوب نمیشود اما IWUF (فدراسیون بین المللی ووشو) مورد تایید کمیته بین المللی المپیک یا IOC است.

IWUF تلاش ناموفقی برای حضور این ورزش در المپیک ۲۰۰۸ پکن داشت. البته کمیتهٔ بین‌المللی المپیک به چین اجازه داد تا مسابقات ووشو پکن ۲۰۰۸ را هم‌زمان با المپیک پکن برگزار کند، اما این مسابقات در زمرهٔ مسابقات رسمی یا حتی نمایشی المپیک قرار نگرفتند، چرا که از دید این کمیته ووشو با  استانداردهای ورزشی تطابق نداشت. 
لذا IWUF اقدام به تغییر فرم ها و استانداردسازی این رشته کرد وکمیتهٔ بین‌المللی المپیک در سال ۲۰۱۱ ووشو را به عنوان یکی از هشت رشتهٔ ورزشی انتخاب کرد که کاندیدای حضور در المپیک ۲۰۲۰ باشد. ورزش‌های کاراته، اسکیت، سافت‌بال، بیسبال، سنگ‌نوردی، اسکواش و موج‌سواری دیگر کاندیداهای حضور در این المپیک بودند. اما در نهایت کاراته انتخاب شد.
در نهایت با اعلام توماس باخ رئیس کمیته بین المللی المپیک ، تصمیم بر این شد تا ووشو به صورت آزمایشی در کنار بیسبال۵ وارد المپیک جوانان ۲۰۲۶ داکار شود.